# La Rédemption
Pour les articles homonymes, voir Rédemption (homonymie).
Ne doit pas être confondu avec La Rédemption (Gounod).
La Rédemption est une municipalité de paroisse de la province de Québec, au Canada, située dans la municipalité régionale de comté de La Mitis, au Bas-Saint-Laurent.

## Toponymie
La Rédemption emprunte son toponyme à la rédemption dans la foi chrétienne. Celle-ci correspond au fait que Jésus-Christ, par son sacrifice, a racheté l'humanité.

## Histoire
Avant la fondation de la municipalité de La Rédemption, une partie de sa région limitrophe  fut habitée, il y a fort longtemps d’ailleurs, par un groupe d’autochtones dont certains indices semblent indiquer leur présence  près de l’actuel Chemin du Portage et du rang 8, à l’embouchure de la rivière Rouge sur la rivière Mitis. Les rivières Rouge et Mitis furent une source alimentaire et une route importante de navigation entre le St-Laurent et la Baie des Chaleurs. Les divers clans d’autochtones devaient faire du portage en raison des chutes et des rapides jusqu’aux lacs situés en amont (maintenant un seul lac nommé Mitis) de la rivière Mitis puis redescendre les rivières Patapédia-Est puis Patapédia et, de là, utiliser au choix d’autres réseaux selon sa destination ou poursuivre sur la Restigouche et la Matapédia jusqu’à son embouchure qui se trouve à la jonction entre le Nouveau-Brunswick et du Québec. Le site de La Rédemption se retrouve donc à la jonction des routes des navigations en canot mais également un site exceptionnel pour y passer l’hiver en sécurité.
Plus récemment dans l’histoire du Québec, en raison de l’activité forestière essentiellement, l’ouverture prévisible d’une nouvelle paroisse fut prévisible. Ainsi, en présence de plus en plus d’habitants dans le territoire, il fut justifié d’ouvrir Une nouvelle paroisse. Officiellement, La Rédemption fut fondée en 1936 par l'abbé Zénon Soucy. 
On y a retrouvé les différentes infrastructures habituelles des villages du Québec dont le bureau de poste qui a été ouvert en 1935. La caisse populaire a été fondée le 18 août 1941. La paroisse catholique a été érigée canoniquement en 1948. La municipalité de paroisse de La Rédemption a été créée officiellement le 1er janvier 1956.
Mais les années récentes nous font constater des signes inquiétants d’une démographie en baisse importante et de la fermeture des institutions traditionnelles. Ces constats sont observables dans l’ensemble des villages ruraux du Québec et La Rédemption n’y échappe malheureusement pas.

## Géographie

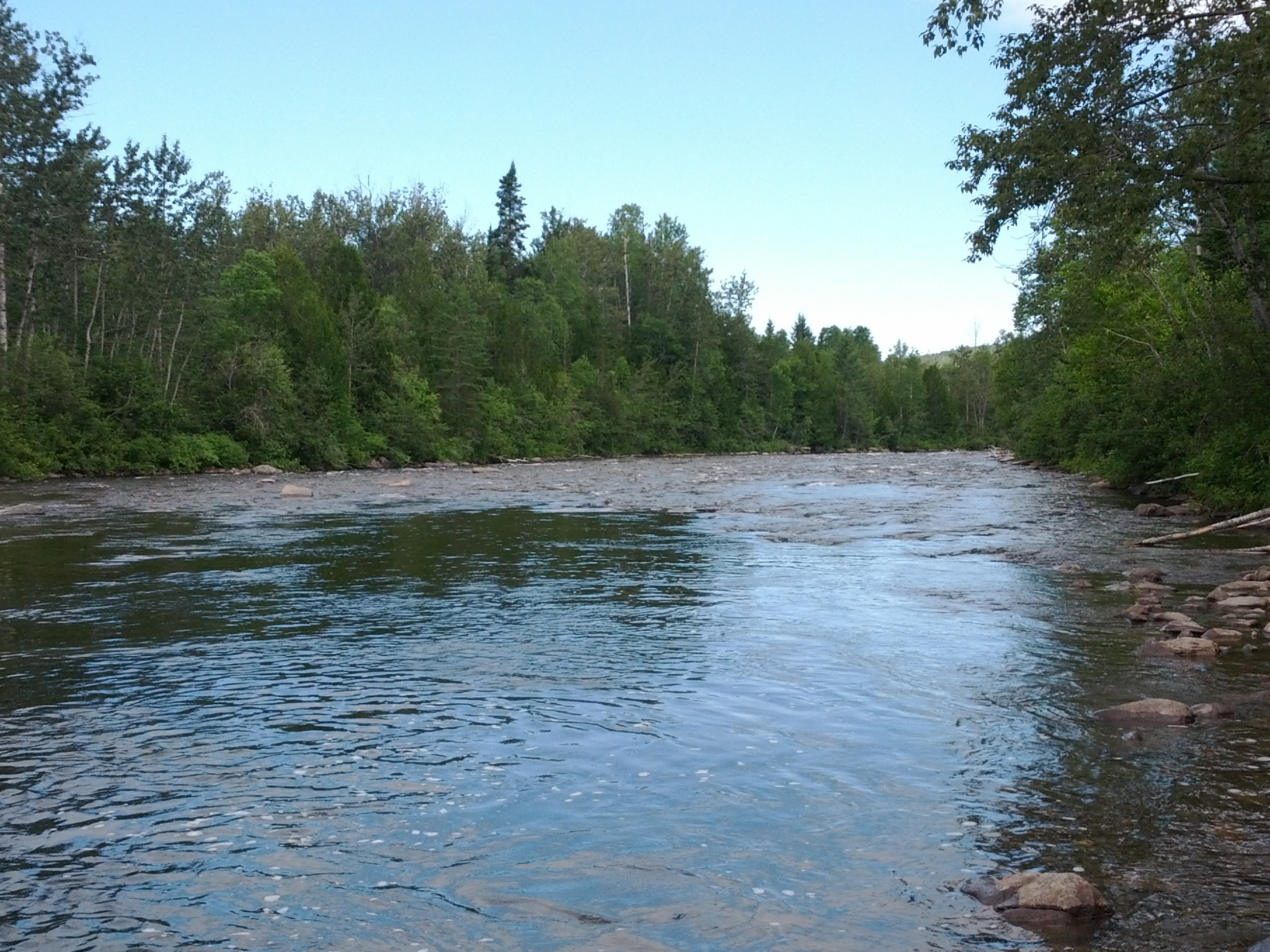
La rivière Mitis à La Rédemption

La Rédemption est située sur le versant sud du fleuve Saint-Laurent à 380 km au nord-est de Québec et à 385 km à l'ouest de Gaspé.  Les villes importantes près de La Rédemption sont Rimouski à 65 km à l'ouest, Mont-Joli à 35 km au nord-ouest, Amqui à 50 km à l'est ainsi que Matane à 90 km au nord-est. Elle borde la Pourvoirie de la Seigneurie du Lac Mitis à l'ouest.
La Rédemption est un village rural. Il se trouve dans les Appalaches, dans le secteur des monts Chic-Chocs. Son climat est du type continental humide. Sa zone végétative est celle de la forêt mixte. Cependant et assurément, une bonne majorité des arbres qui s'y trouvent sont des conifères (sapins, épinettes, pins et thuyas) d'où vient essentiellement son exploitation. On y remarquera également des zones de culture de type plantation. Certaines zones sont actuellement soumises à des expériences sur la croissance d'un type d'essence d'arbre hybride apparenté au tremble ; un peuplier à écorce lisse.

### Hydrographie
La rivière Mitis traverse la municipalité du sud-ouest vers nord-ouest.
À partir du Petit lac Alfred, dans l'est de la municipalité, la rivière Rouge coule vers sud-ouest jusqu'à sa confluence avec la rivière Mitis.

## Démographie
| 1991 | 1996 | 2001 | 2006 | 2011 | 2016 | 2021 |
| ---- | ---- | ---- | ---- | ---- | ---- | ---- |
| 638  | 562  | 536  | 515  | 488  | 432  | 384  |

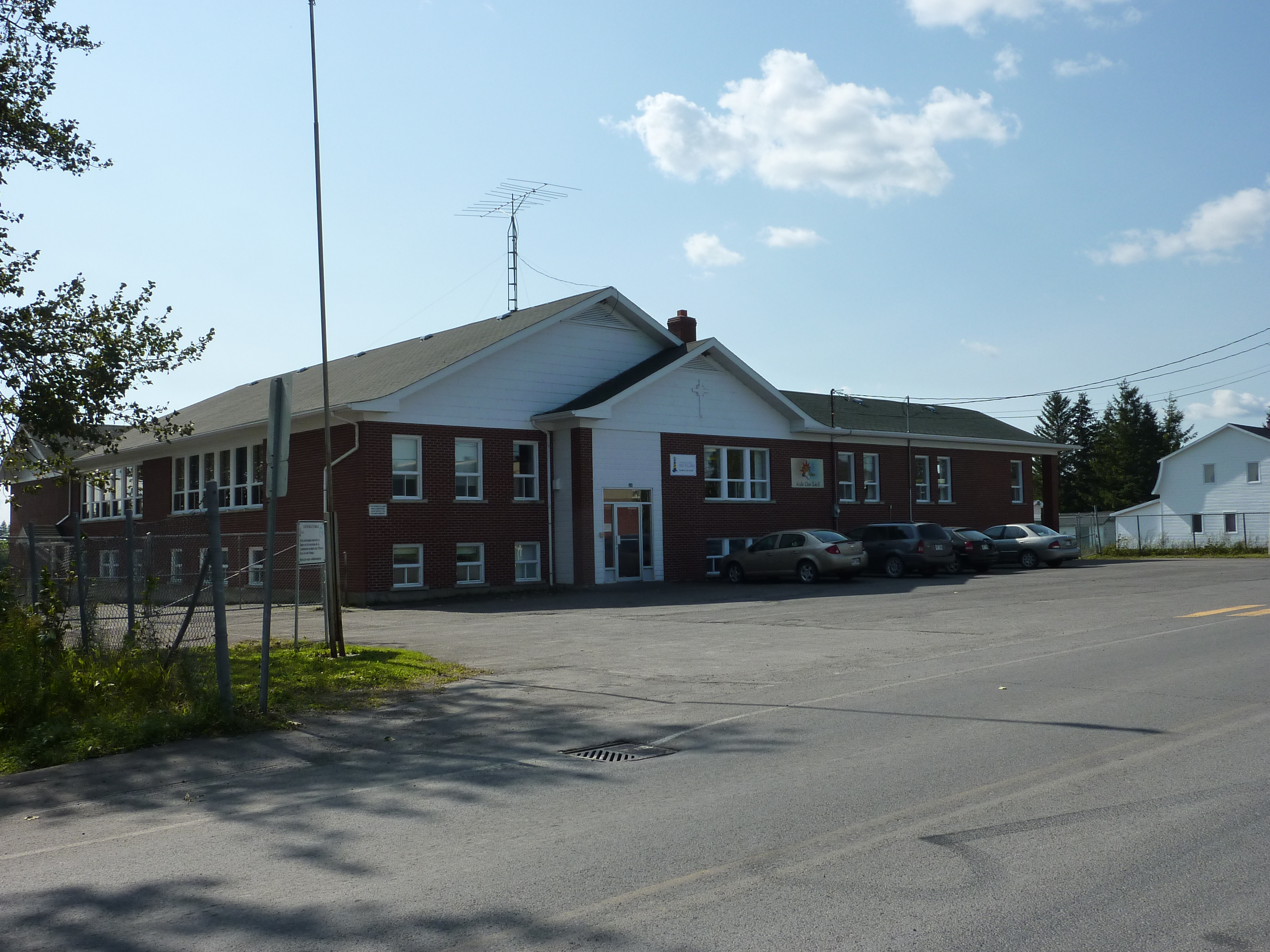
École primaire de La Rédemption

La population de La Rédemption était de 515 habitants en 2006 et de 536 habitants en 2001.  Cela correspond à une décroissance de 3,9 % en cinq ans. Toute la population de La Rédemption a le français comme langue maternelle et 7,8 % de la population maitrise les deux langues officielles du Canada.
- 57,7 % de la population âgée de 15 ans et plus de La Rédemption n'a aucun diplôme d'éducation;
- 33,3 % de cette population n'a que le diplôme d'études secondaires ou professionnelles;
- 3,8 % de cette population a un diplôme universitaire. 
Tous les habitants de La Rédemption ont effectué leurs études à l'intérieur du Canada.

## Conseil municipal
Les élections municipales ont lieu tous les quatre ans et s'effectuent en bloc sans division territoriale.
| mandat    | fonction    | nom                   |
| --------- | ----------- | --------------------- |
| 2017-2021 | maire       | M. Simon-Yvan Caron   |
| 2017-2021 | conseillers |                       |
| 2017-2021 | #1          | M. Marcel L'italien   |
| 2017-2021 | #2          | Mme Manon Dubé        |
| 2017-2021 | #3          | Mme Nathalie Soucy    |
| 2017-2021 | #4          | M. Raynald Bérubé     |
| 2017-2021 | #5          | M. Germain Picard     |
| 2017-2021 | #6          | Mme Myriam Morissette |

| La Rédemption Maires depuis 2001                                                                                     |                  |                                             |          |
| Élection | Maire            | Qualité                                     | Résultat |
| 2001 | Viateur Labonté  |                                             | Voir     |
| 2005 | Viateur Labonté  | Voir                                        |          |
| 2009 | Isabelle Dupont  |                                             | Voir     |
| 2013 | Hervé Lavoie     |                                             | Voir     |
| 2017 | Sonia Bérubé     |                                             | Voir     |
| avr. 2021 | Simon-Yvan Caron | Conseiller (2020-2021) Nommé par le conseil | Voir     |
| 2021 | Simon-Yvan Caron | Conseiller (2020-2021) Nommé par le conseil | Voir     |
| Élection partielle en italique Depuis 2005, les élections sont simultanées dans toutes les municipalités québécoises |                  |                                             |          |

## Représentations politiques
Québec : La Rédemption fait partie de la circonscription provinciale de Matane-Matapédia. Cette circonscription est actuellement représentée par Pascal Bérubé, député du Parti québécois.
 Canada : La Rédemption fait partie de la circonscription fédérale de Avignon—La Mitis—Matane—Matapédia. Elle est représentée par Kristina Michaud, députée du Bloc québécois.

## Économie

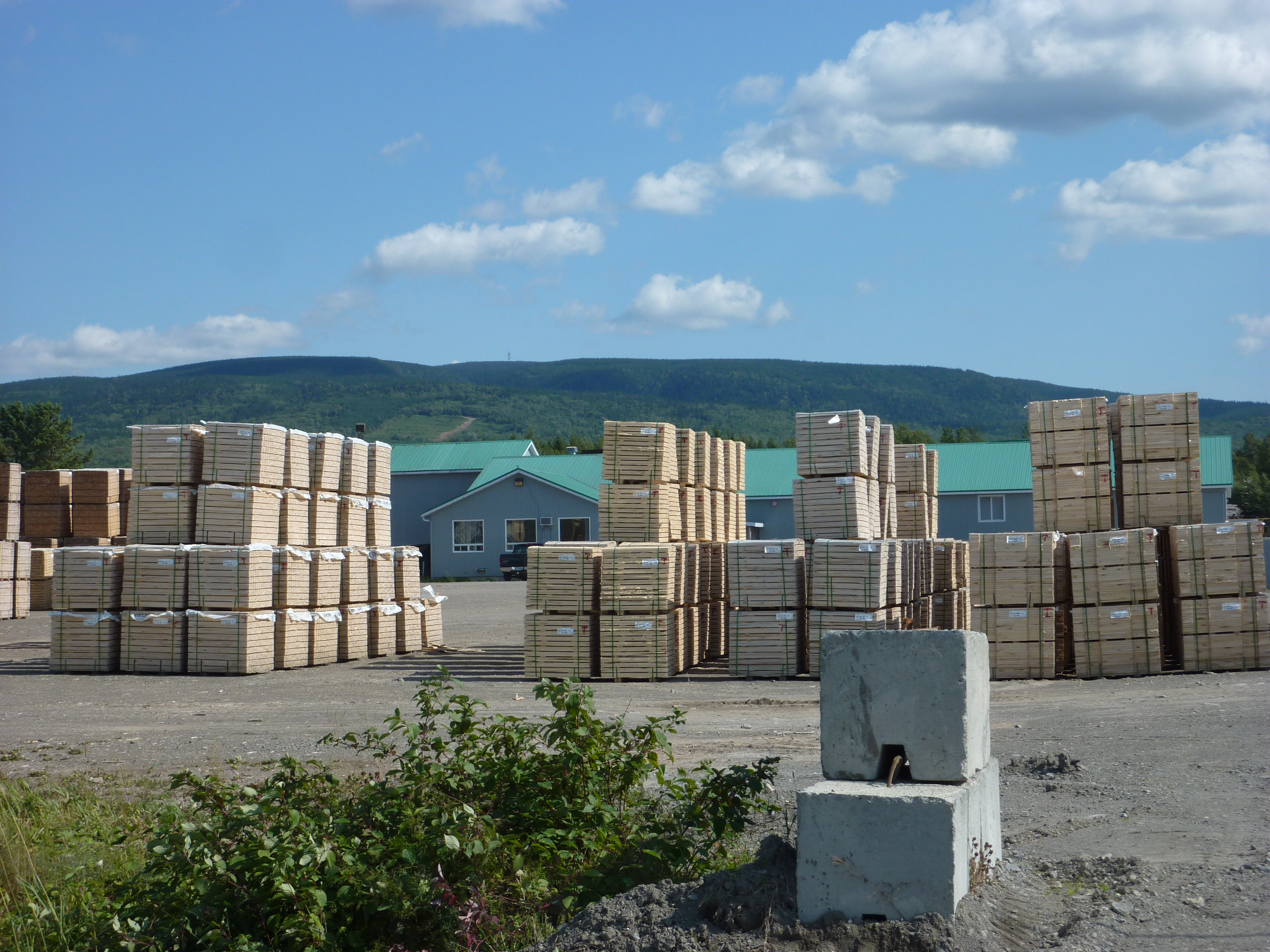
Usine de sciage à La Rédemption

Les activités économiques sont principalement dans les domaines de la foresterie, de l'agriculture et du tourisme récréatif comme la chasse et la pêche. 
La municipalité bénéficie des redevances liées aux énergies vertes. En effet, les éoliennes donne un portrait économique de prospérité à la municipalité et à l’ensemble la région mitisienne. Puis, constatons-le, la présence de ces éoliennes offre maintenant un attrait touristique additionnel pour la région immédiate de La Rédemption et de la Mitis car elles sont avantageusement attrayantes du côté de la municipalité et surtout, rapidement accessibles.

## Tourisme
Le sentier spéléologique de La Rédemption présente des phénomènes karstiques remarquables. De plus, les grottes de la Fée d'une profondeur de 47 m et d'une longueur de 300 m sont aussi un attrait spéléologique important à La Rédemption. Cette grotte est la cavité naturelle la plus profonde du Québec. 
Aux alentours de La Rédemption se trouvent des sentiers pour les quad ou VTT. Ils permettent de se rendre au sommet du mont Saint-Pierre. Des vues exceptionnelles sont offertes à ceux et celles qui empruntent les sentiers forestiers et les chemins ruraux.  Une fois parvenu au point le plus élevé de la montagne, vous avez accès à un belvédère (tour Val-Marie) qui montre un ensemble panoramique des plus exceptionnels de la région du Bas-du-Fleuve, de la Gaspésie et du Nouveau-Brunswick. De ce point de vue, vous pouvez facilement observer les montagnes du Bic au nord et, un peu plus loin vers l’est, le parc de la Gaspésie, le majestueux fleuve et l’ensemble de la Gaspésie. C’est un incontournable d’une visite touristique de la région de la Gaspésie qui est, encore aujourd’hui, trop peu connue d’une grande majorité de visiteurs. 
La chasse est également une activité privilégiée à l'automne grâce à l'abondance de son gibier (orignal ou l'élan du Canada et le cerf de Virginie). La présence du grand nombre de ces mammifères est en raison de la proximité de la Pourvoirie de la Seigneurie du Lac Mitis et des zones forestières abondantes dans les environs de la municipalité.
La Rédemption est un village paisible qui facilite l’accès aux véhicules récréatifs. Les vacanciers de la motoneiges ou du VTT sont les plus heureux dans ce secteur qui donne accès à des zones panoramiques diversifiées peut-on rappeler.
Le chemin du Portage est une zone libre pour les voitures, les motoneiges et les VTT. Cette route borde la rivière Mitis. De petites chutes agrémentent la visite de cette route de campagne et offre, au grand plaisir des pêcheurs du saumon, des lieux pour des prises exceptionnelles.
Du village, vous avez une magnifique vue de la montagne. Un restaurant permet de satisfaire les appétits de chacun à un coût abordable. Le plaisir est de s’y retrouver pour participer à la vie quotidienne des gens du coin.
Au rang 6 de la municipalité de La Rédemption se trouve un parc riverain qui donne accès gratuitement au lac. Ce parc municipal est accessible à tous. Le lac offre de magnifiques points de vue. L'idéal est l'utilisation de petites embarcations pour profiter aisément des lieux avec quiétude.
Notons également la présence d'un lac au centre de la localité qui donne accès libre et gratuit à un parc linéaire. Une nature dynamique et un lieu agréablement aménagé permet d'apprécier une faune et une flore variée. C'est un coin de pays à découvrir. Vous pouvez y faire librement de la navigation avec votre embarcation de plaisance.